# Band on the Run (chanson)
Pour les articles homonymes, voir Band on the Run.
Singles de Wings
Jet
(1974) Junior's Farm
(1974)
Pistes de  Band on the Run
Jet
Band on the Run est une chanson du groupe de rock anglo-américain Wings, publiée comme chanson titre de leur album éponyme, sortit en 1973. La chanson est sortie en single en avril 1974 aux États-Unis et en juin 1974 au Royaume-Uni, à la suite du succès de Jet, et est devenue un succès international. La chanson a dominé les charts aux États-Unis, atteignant également la troisième place Royaume-Uni. Le single s'est vendu à plus d'un million d'exemplaires en 1974 en Amérique. Il est depuis devenu l'une des chansons les plus célèbres du groupe.
Mélange de trois passages musicaux distincts, aux styles musicaux variés, Band on the Run est l'un des plus longs singles écrit par Paul McCartney. La chanson évoque les thèmes de la liberté et de l'évasion. Sa création a coïncidé avec la séparation des membres de son ancien groupe les Beatles avec le manager Allen Klein en mars 1973, conduisant à une amélioration des relations entre les quatre musiciens. Les démos originales de ce morceau et d'autres de Band on the Run ont été volées peu de temps après l'arrivée de Wings à Lagos, au Nigeria, pour commencer l'enregistrement de l'album. Avec le groupe réduit à un trio composé de Paul McCartney, sa femme Linda et Denny Laine, Band on the Run a été enregistrée au studio EMI à Lagos et terminé aux AIR Studios à Londres.

## Genèse

### Inspiration
Dans une interview de 1973, Paul McCartney déclara que les paroles "if we ever get out of here" ("si jamais nous sortons d'ici") étaient inspirées d'une remarque faite par George Harrison lors de l'une des nombreuses réunions d'affaires des Beatles. McCartney a rappelé : « Il disait que nous étions tous prisonniers d'une certaine manière [en raison des problèmes persistants avec leur société Apple Corps]. Je pensais que ce serait une bonne façon de commencer un album. » En ce qui concerne son inspiration, il ajoute : « C'est un million de choses... toutes réunies. Groupe en fuite - fuite, liberté, criminels. Tout est là. »
Dans une interview accordée en 1988 au magazine Musician, McCartney dit s’être inspiré des affaires de drogues qui touchaient les musiciens à la fin des années 1960, début des années 1970, faisant également référence à l'image du "desperado" utilisée dans les chansons des Byrds et des Eagles. McCartney, qui avait eu des problèmes juridiques concernant la possession de marijuana, a déclaré : « Nous étions hors-la-loi pour de l’herbe... Et notre message sur [Band on the Run] était "Ne nous mettez pas du mauvais côté ... Nous ne sommes pas des criminels, nous ne voulons pas l'être". Alors j'ai juste inventé une histoire sur des gens qui sortent de prison. »

### Composition
Band on the Run se compose de trois parties : une première section avec une ballade lente, une seconde dans un style rock-funk et une finale aux inspirations de ballade country. Toutefois, les paroles de la chanson sont liées, toutes basées sur le thème général de la liberté et de l'évasion.
La première section comporte une introduction instrumentale. Le chanteur y évoque un personnage, puis un groupe, "enfermé à l'intérieur de ces quatre murs, enfermé pour toujours" (Stuck inside these four walls - sent inside forever) ce qui laisse présager que le groupe serait en prison, ce qui coïncide avec la pochette de l'album Band on the Run.
Le changement entre l'introduction et le refrain est un point marquant et culminant de la chanson. L'univers calme est coupé par une guitare électrique qui s'associe parfaitement aux paroles donnant une possibilité d'évasion.
La troisième partie est centrée sur les notions d'évasions et de liberté, et parle d'un "groupe en fuite" (band on the run) recherché par les gardiens de prisons.
Nineteen Hundred and Eighty-Five, la piste de clôture de l'album Band on the Run, se termine par un bref extrait du refrain.

## Enregistrement
Alors que le groupe venait d'arriver à Lagos pour enregistrer l'album, les pistes démos originales, ainsi que plusieurs autres pistes de l'album, sont volées. Menacés au couteau, les membres abandonnent leurs bandes magnétiques et se voient obligés de retravailler les chansons de mémoire. Paul McCartney remarquera plus tard : « Ces trucs se vendraient pas mal sur eBay aujourd’hui, vous savez ? Mais non, nous avons pensé que les gars qui nous ont agressés n’y trouvaient aucun intérêt. S'ils avaient su, ils auraient pu les garder et se faire une petite fortune. Mais ils ne s'en doutaient pas et nous avons pensé qu’ils voulaient certainement réenregistrer par-dessus »
La chanson a été enregistrée en deux parties, dans des sessions différentes. Les deux premiers ont été enregistrés à Lagos tandis que la troisième section a été enregistrée en octobre 1973 aux AIR Studios à Londres. L'orchestrateur Tony Visconti a été embauché par McCartney, qui aimait ses arrangements pour T. Rex. Visconti a eu trois jours pour écrire les arrangements de l'album entier, y compris pour l'orchestre de 60 personnes sur la chanson titre. D’après lui, les arrangements étaient des collaborations avec McCartney et a été surpris qu'il ne soit crédité de son travail qu'à la réédition du 25e anniversaire.

## Sortie et succès commercial
À l'origine, Paul McCartney prévoyait de ne sortir aucun single de Band on the Run, une stratégie qu'il comparait à celle utilisée par les Beatles. Cependant, il a été convaincu par Al Coury, responsable de promotion du label Capitol Records, de sortir des singles pour l'album : Jet et Band on the Run.
Band on the Run, avec en face B Nineteen Hundred and Eighty-Five, est sorti aux États-Unis le 8 avril 1974 en tant que single, suivi de Jet. La chanson a été un grand succès pour le groupe, devenant le troisième single américain non-Beatles de McCartney à atteindre le top des charts et le deuxième des Wings. Le single est sorti plus tard en Grande-Bretagne (avec Zoo Gang en face B, la chanson thème de l'émission télévisée du même nom), atteignant la troisième place des charts britanniques. La chanson atteint la première place au Canada et en Nouvelle-Zélande. La chanson figurait également parmi les 40 meilleurs singles dans plusieurs pays européens, tels que les Pays-Bas (7), la Belgique (21) et l'Allemagne (22).
Le single est certifié Or par la Recording Industry Association of America pour des ventes de plus d'un million d'exemplaires. C'est alors le deuxième single numéro un pour le groupe au Billboard Hot 100.
"Band on the Run" a également été présentée sur de nombreux albums de compilation de Paul McCartney et des Wings : Wings Greatest, All the Best! et Wingspan: Hits and History. La chanson est également jouée dans de nombreux concerts de McCartney, une version étant incluse sur l'album live de 1976 Wings over America.

## Réception
La chanson a été saluée par John Lennon, qui l'a considérée comme « une grande chanson et un grand album ».
Les Wings remportent en 1975 le Grammy Award de la meilleure prestation vocale pop d'un duo ou groupe. NME a classé la chanson comme la dixième meilleure chanson des années 1970, ainsi que la quinzième meilleure chanson solo d'un ex-Beatle. En 2010, les auditeurs d'AOL Radio l'ont élu meilleure chanson de la carrière solo de Paul McCartney, obtenant un meilleur classement que Maybe I'm Amazed et Silly Love Songs. En 2012, les lecteurs de Rolling Stone la classent quatrième meilleure chanson de McCartney de tous les temps et cinquième meilleure chanson solo par d'anciens membres des Beatles.

## Reprises
Depuis sa sortie, "Band on the Run" a été repris par plusieurs artistes. 
L'ancien guitariste des Wings, Denny Laine, a publié une version de la chanson sur son album de 1996, Wings at the sound of Denny Laine. 
En 2007, une version du groupe de rock Foo Fighters est intégrée à l’album Radio 1: Established 1967 ; le 1er juin 2008 McCartney a été rejoint sur scène par le chanteur et fondateur des Foo Fighters, Dave Grohl, pour une performance spéciale de la chanson à Liverpool. Grohl y a joué de la guitare et a chanté les chœurs, puis a joué de la batterie sur les chansons des Beatles Back in the U.S.S.R. et I Saw Her Standing There.
Une version de Heart a été incluse dans l'album hommage The Art of McCartney produit en 2014.